# Gongshu Han
Gongshu Han, född 1165, död 1200, var en kinesisk kejsarinna, gift med kejsar Song Ningzong. 
Tillsammans med sin familjeklan lyckades hon skaffa sig inflytande över politiken i allians med hovets krigsparti och avsätta minister Zhao Ruyu till förmån för minister Han Tuozhou.